# قائمة حوادث إطلاق النار في المدارس في الولايات المتحدة حسب عدد القتلى
تسرد هذه المقالة عمليات إطلاق النار في المؤسسات التعليمية في الولايات المتحدة حسب عدد القتلى (أربعة أو أكثر من القتلى، بما في ذلك مرتكبي الجريمة الذين قتلوا خلال عملية الإطلاق).

## القائمة
نُظمت هذه القائمة أولاً حسب عدد القتلى، ثم الإصابات، ثم التواريخ.
| التاريخ        | الموقع                  | القتلى | الإصابات | الوصف |
| -------------- | ----------------------- | ------ | -------- | --- |
| 16 أبريل 2007  | بلاكسبورغ، فرجينيا !    | 33     | 17       | إطلاق النار في جامعة فرجينيا تك: قام الطالب البالغ من العمر 23 عامًا سينغ هو شو بقتل اثنين وثلاثين طالبًا وعضو هيئة تدريس في هجومين منفصلين على حرم جامعة فرجينيا للتقنية ثم انتحر. في غرفة سكنية، أطلق النار أولاً على طالب، ثم آخر جاء للمساعدة؛ بعد ساعتين، ذهب إلى مبنى مدرسي حيث قام بتحصين المدخل الرئيسي وأطلق النار على عدة فصول دراسية، مما أسفر عن مقتل خمسة وعشرين طالبًا وخمسة أعضاء هيئة تدريس وإصابة سبعة عشر آخرين. كان الحادث سابقًا هو إطلاق النار الجماعي الأكثر دموية في أمريكا وهو حاليًا الثالث من حيث عدد القتلى.                                             |
| 14 ديسمبر 2012 | نيوتاون، كونيتيكت !     | 28     | 2        | إطلاق النار في مدرسة ساندي هوك الابتدائية: قام آدم لانزا البالغ من العمر 20 عامًا بقتل ستة وعشرين شخصًا ونفسه. بدأ بقتل والدته في منزلهما المشترك قبل أن يأخذ أربعة من أسلحته ويتوجه إلى مدرسته الابتدائية السابقة. قتل عشرين طفلاً في الصف الأول تتراوح أعمارهم بين ستة وسبعة أعوام، بالإضافة إلى ستة بالغين، بما في ذلك أربعة معلمين ومدير المدرسة وعالم النفس المدرسي. أصيب شخصان آخران. ثم انتحر لانزا عندما وصلت الشرطة إلى المدرسة. |
| 24 مايو 2022   | أوفالدي، تكساس          | 22     | 18       | إطلاق النار في مدرسة أوفالدي: دخل سالڤادور راموس البالغ من العمر 18 عامًا إلى إحدى الفصول الدراسية، وأطلق النار على الأطفال والموظفين داخل الفصل، قبل أن يتبادل إطلاق النار مع ضباط إنفاذ القانون الذين وصلوا إلى مكان الحادث قبل ساعة ولكنهم لم يدخلوا. أصيب ضابطان بإصابات طفيفة دون وقوع وفيات. تم قتل راموس على يد فريق تكتيكي من عملاء حرس الحدود الأمريكي وضباط UCISD بعد اقتحامهم الفصل. قُتل واحد وعشرون شخصًا على يد راموس: 19 طالبًا تتراوح أعمارهم بين 9 و11 عامًا ومعلمان. كما أطلق الجاني النار وأصاب جدته، التي تم إدخالها المستشفى بحالة حرجة وقد تم إخراجها لاحقًا. |
| 1 أغسطس 1966   | أوستن، تكساس !          | 18     | 31       | إطلاق النار في برج جامعة تكساس: قام الطالب الهندسي البالغ من العمر 25 عامًا والبحار السابق تشارلز ويتمن بالصعود إلى برج الساعة في جامعة تكساس-أوستن. بعد قتل ثلاثة أشخاص داخل البرج، بدأ بإطلاق النار خارجًا من منصة المراقبة العلوية، مما أسفر عن مقتل اثني عشر شخصًا آخر وإصابة 31 آخرين خلال عملية إطلاق نار استمرت 96 دقيقة حتى تم قتله على يد الشرطة. كان قد قتل سابقًا زوجته ووالدته في منزلهما. بخلاف كونه لا يزال إطلاق النار الأكثر دموية في حرم جامعي حتى عام 2007 (انظر أعلاه)، كان أيضًا الأكثر دموية بشكل عام لمدة ما يقرب من 18 عامًا.                                |
| 14 فبراير 2018 | باركلاند، فلوريدا       | 17     | 17       | إطلاق النار في مدرسة باركلاند الثانوية: بدأ نيكولاس كروز، وهو طالب سابق يبلغ من العمر 19 عامًا أدى سلوكه إلى طرده، بإطلاق النار على الطلاب وأعضاء هيئة التدريس باستخدام بندقية نصف آلية في مدرسة مارجوري ستونمان دوغلاس الثانوية بعد تفعيل إنذار الحريق. قُتل 17 شخصًا وأصيب 17 آخرون. اختلط المشتبه به مع حشد الطلاب الفارين وتم القبض عليه في منطقة سكنية مجاورة لـكورال سبرينغز، فلوريدا. اعترف لاحقًا بالذنب بتهمة القتل ومحاولة القتل. ثم أقر بالذنب بتهمة القتل ومحاولة القتل.                                                                                              |
| 20 أبريل 1999  | كولومباين، كولورادو !   | 15     | 21       | مجزرة مدرسة كولومباين الثانوية: قام إريك هاريس وديلان كليبولد، وهما طالبان في مدرسة كولومباين الثانوية، بقتل اثني عشر طالبًا ومعلم واحد؛ بعد قتل طالبين في فناء المدرسة وإصابة معلم بجروح قاتلة في الممر، قتلا بقية ضحاياهما في مكتبة المدرسة. كما أصابا 21 شخصًا إضافيًا (اثنا عشر منهم في المكتبة وتسعة آخرون)، وأشعلوا حرائق وشاركوا في عدة اشتباكات مسلحة مع الشرطة، رغم أنه لم يُصاب أحد خلال هذه الاشتباكات. أصيب ثلاثة أشخاص آخرين أثناء محاولتهم الهروب من المدرسة. انتحر الثنائي في نهاية المجزرة.                                                                       |
| 26 يوليو 1764  | غرينكاسل، بنسلفانيا !   | 11     | 1        | مجزرة مدرسة إينوك براون: ربما كانت أول عملية إطلاق نار تحدث في مدرسة أو ممتلكات كلية، في ما سيصبح الولايات المتحدة، كانت المجزرة الشهيرة لمعلم المدرسة إينوك براون خلال حرب بونتياك. دخل أربعة من الأمريكيين الأصليين من قبيلة ديلاوير (لينابي) المدرسة بالقرب من غرينكاسل الحديثة، وأطلقوا النار وقتلوا المعلم إينوك براون وتسعة أطفال (تختلف التقارير). نجا طفلان فقط. ومع ذلك، قد يتم اعتبار هذا الحادث عرضيًا فقط كإطلاق نار في المدرسة لأن المعلم هو الوحيد الذي أُطلق عليه النار، بينما قُتل الأطفال التسعة الآخرون بأسلحة مقلاع.                                          |
| 18 مايو 2018   | سانتا في، تكساس         | 10     | 14       | إطلاق النار في مدرسة سانتا في الثانوية: قام ديميتريوس باجورتزيس البالغ من العمر 17 عامًا بقتل 10 أشخاص وإصابة 13 آخرين في مدرسة سانتا في الثانوية قبل أن يتم القبض عليه من قبل الشرطة. كان الجاني يحمل بندقية وشبه مسدس.38 التي سرقها من والده. كما وُجدت عدة قنابل يدوية وقنابل أنبوبية حول المدرسة. اعتبارًا من أغسطس 2024، لم يمثل باجورتزيس بعد أمام المحكمة. |
| 21 مارس 2005   | ريد ليك، مينيسوتا !     | 10     | 9        | إطلاق النار في ريد ليك: قام الطالب البالغ من العمر 16 عامًا جيف وايز بقتل جده وصديقة جده في منزله، حيث كان يعيش، في محمية ريد ليك الهندية. ثم قاد سيارته إلى مدرسة ريد ليك الثانوية. مسلحًا بأسلحة الشرطة الخاصة بجده، قتل وايز خمسة طلاب ومعلمًا وحارس أمن، وأصاب ما لا يقل عن تسعة آخرين، قبل أن ينتحر بعد إصابته في تبادل إطلاق النار مع الشرطة. |
| 1 أكتوبر 2015  | روزبرغ، أوريغون !       | 10     | 8        | إطلاق النار في كلية أومبكوا المجتمعية عام 2015: أطلق الطالب البالغ من العمر 26 عامًا كريستوفر هاربر-ميرسر النار في قاعة داخل حرم كلية أومبكوا المجتمعية، مما أسفر عن مقتل ثمانية طلاب ومعلم واحد، وإصابة ثمانية آخرين. ثم انتحر ميرسر بعد الاشتباك مع ضباط الشرطة الذين استجابوا. |
| 2 أكتوبر 2006  | نيكل ماينز، بنسلفانيا ! | 7      | 4        | إطلاق النار في مدرسة ويست نيكل ماينز عام 2006: قام سائق شاحنة الحليب البالغ من العمر 32 عامًا، تشارلز كارل روبرتس الرابع، بقتل خمس فتيات أميش وإصابة خمسة آخرين قبل أن ينتحر في مدرسة أميش في بلدة نيكل ماينز. توفي أحد المصابين الخمسة متأثرًا بجراحه في عام 2024. |
| 2 أبريل 2012   | أوكلاند، كاليفورنيا !   | 7      | 3        | إطلاق النار في جامعة أوكوس عام 2012: اتهم رجل يبلغ من العمر 43 عامًا يُدعى وان إل غو بإطلاق النار على سبعة طلاب باستخدام مسدس وإصابة ثلاثة آخرين في جامعة أوكوس، وهي كلية مسيحية. هرب من مكان الحادث بعد سرقة سيارة أحد الضحايا وتم القبض عليه بعد ساعات قليلة بالقرب من المكان. تم توجيه تهم له بسبع تهم بالقتل. في يناير 2013، تم تحديد غو على أنه غير مؤهل للمحاكمة وتم احتجازه للعلاج. في 14 يوليو 2017، حُكم على غو بالسجن مدى الحياة لمدة سبع سنوات متتالية بالإضافة إلى 271 عامًا في السجن دون أي إمكانية للإفراج المشروط. في مارس 2019، توفي غو في السجن.                 |
| 12 يوليو 1976  | فولرتون، كاليفورنيا !   | 7      | 2        | مجزرة جامعة ولاية كاليفورنيا فولرتون عام 1976: قام الجاني البالغ من العمر 37 عامًا إدوارد تشارلز ألاوي بقتل سبعة أشخاص وإصابة شخصين آخرين في بهو الطابق الأول لمكتبة الجامعة وفي مركز الوسائط التعليمية (IMC) الموجود في الطابق السفلي. |
| 27 مارس 2023   | ناشفيل، تينيسي !        | 7      | 1        | إطلاق النار في ناشفيل عام 2023: دخل آيدن هيل (المولود أودري إليزابيث هيل) البالغ من العمر28 عامًا إلى مدرسة كوفنت الواقعة في حي جرين هيلز، ناشفيل، تينيسي وقتل ثلاثة طلاب وثلاثة موظفين قبل أن يُقتل على يد الشرطة. |